# Reventlow-Museet Pederstrup
Reventlow-Museet Pederstrup er et kulturhistorisk museum, der med udgangspunkt i statsmanden C.D.F. Reventlows liv og familie fortæller tiden hvor oplysningstanker og en spirende romantik skabte grundlaget for det moderne Danmark med mennesket i centrum. Museet har til huse i Pederstrup på Vestlolland og er en del af Museum Lolland-Falster.

## Historie
I 1930'erne blev Reventlow-slægten nødt til at frasælge Pederstrup som følge af lensafløsningen. I anledning af 150 året for ophævelsen af stavnsbåndet blev bygningen indrettet til museum for C.D.F. Reventlow. Bygningen, der var blevet ombygget i historicistisk stil i 1858 blev tilbageført til empirestil, som det så ud efter C.D.F. Reventlows ombygninger, der blev afsluttet i 1822.
Siden 2009 har museet været en del af Museum Lolland-Falster efter en sammelægning af Lolland-Falsters Stiftsmuseum med Guldborgsund Museum.
I 2010 overgik ejerskabet af Pederstrup til Lolland Kommune efter at have tilhørt den selvejende institution "Statsminister C.D.F. Revenwlows Minde".

## Udstilling
Udstillingen indeholder en lang række møbler og portrætter samt personlige genstande, der har relation til C.D.F. Reventlow og perioden han levede i. Sammen med bygningen og de omkringliggende områder viser det herskabslivet og familielivet omkring år 1800. Museet har også diverse særudstillinger om slægten Reventlow og herregårde.
Parken, der blev anlagt som barokhave i slutningen af 1600-tallet, er også en del af herregårdsmuseet.
Ridehuset fra 1871 og Slotsparken er rammen om skiftende historiske og kulturelle aktiviteter og kunstudstillinger.

## Galleri
- Elefantorden udstillet på museet.
- Stue på Pederstrup
- Det gamle køkken på herregården.
- Bagsiden af hovedhuset.
- Lysthus i parken.
- Avlsbygning på herregården.